# آخرین نبرد (فیلم ۱۳۵۱)
آخرین نبرد فیلمی به کارگردانی صمد صباحی و نویسندگی رضا شمشادیان محصول سال ۱۳۵۱ است.

## بازیگران
- ایلوش
- پروین غفاری
- ماری الوندی
- حیدر کاظمی
- فرنگیس فروهر
- اسدالله یکتا
- ماشین چیان
- ولی زاده
- آندره
- اکبر هاشمی
- حسین ملکی
- احمدزاده
- شهرام
- صفاریان
- عباس مهردادیان
- ملیحه نصیری
- فرهاد خوشبخت
- علیرضا زاهدی
- رهبر غفاری
- خسرو
- فتح اله
- نسترن
- ژنیک
- ویرجینیا
- فرامرز
- جعفر
- افشین
- گرجی
- فیروز
- احمدی
- صمد صباحی
- جهانگیر

## خلاصهٔ فیلم
امیر در حادثه‌ای مهندس سعید را از مرگ نجات می‌دهد و با وساطت او در کارگاه تراشکاری مشغول کار می‌شود. امیر به زنی به‌نام پروین معرفی می‌شود و به یکی از باشگاه‌های ورزشی می‌رود و فنون کُشتی را می‌آموزد. جهانگیر و چند کشتی‌گير حرفه‌ای، که از پشتکار امیر موقعیت خود را در خطر می‌بینند، درصدد حذف او از مسابقه‌های کشتی برمی‌آیند. مادر امیر مایل است که پسرش با دختری روستایی به‌نام نرگس ازدواج کند؛ اما او با پروین ازدواج می‌کند. پروین به‌تدريج با خیره‌سری امیر را از خود می‌رنجاند، او و دوستش اسدالله به‌عنوان کارگر ساختمانی مشغول کار می‌شوند. امیر بر اثر سانحه‌ای فلج می‌شود و از کارهايش باز می‌ماند. پروین او را ترک می‌کند و در کاباره‌ای پست مشغول به کار می‌شود. امیر موقع نجات پسری كه پروین از شوهر اولش دارد، سلامت خود را بازمی‌یابد و در مسابقه‌ای بر گلاس، قهرمان جهان، پیروز می‌شود. پس از آن پروین كه درمانده شده به‌سوی امیر بازمی‌گردد اما او با نرگس ازدواج می‌کند. 